# Ouled Sidi Brahim (Bordj Bou Arreridj)
Ouled Sidi Brahim (în arabă ولاد سيدي براھيم) este o comună din provincia Bordj-Bou-Arreridj, Algeria.
Populația comunei este de 2.705 locuitori (2008).